# Jannie Loots
Jan „Jannie“ Loots (* 4. Juni 1914 in Prieska, Kapprovinz, Südafrikanische Union; † 1998) war ein südafrikanischer Rechtsanwalt und Politiker der Nasionale Party (NP), der unter anderem mehrmals Minister verschiedener Ressorts sowie zwischen 1976 und 1981 Sprecher der Abgeordnetenkammer (Volksraad van Suid-Afrika) war.

## Leben
Jan „Jannie“ Loots begann nach dem Schulbesuch in Prieska ein grundständiges Studium an der Universität Stellenbosch, das er mit einem Bachelor of Arts (B.A.) beendete. Ein darauf folgendes Studium der Rechtswissenschaften schloss er mit einem Bachelor of Laws (LL.B.) ab. Seine im Anschluss aufgenommene Tätigkeit als Rechtsanwalt musste er wegen einer Erkrankung aufgeben, woraufhin er sich als Farmer in Swemkuil nahe seiner Geburtsstadt Prieska niederließ. Auf Bitten von Theophilus E. Dönges, dem damaligen Finanzminister und Vorsitzenden der Nasionale Party (NP) in der Kapprovinz, kandidierte er für die NP bei der Wahl am 8. Oktober 1961. Er wurde bei dieser Wahl zum Mitglied der Abgeordnetenkammer (Volksraad van Suid-Afrika) gewählt und vertrat in dieser den Wahlkreis Queenstown. Zu Beginn seiner Parlamentszugehörigkeit befasste er sich mit finanz- und agrarpolitische Themen und war zeitweilig Vorsitzender des Ausschusses für öffentliche Konten. Am 30. August 1968 übernahm er sein erstes Regierungsamt und war im Kabinett Vorster I bis zum 22. April 1970 Vizeminister für Finanzen sowie Vizeminister für Wirtschaft.
Im daraufhin am 18. Mai 1970 von Premierminister Balthazar Johannes Vorster gebildeten Kabinett Vorster II übernahm er das Amt als Minister für Planung und Statistik und bekleidete dieses bis zum 29. April 1974. Zugleich fungierte er vom 18. Mai 1970 bis zu seiner Ablösung durch Schalk van der Merwe am 31. Juli 1972 als Minister für Angelegenheiten von Coloureds sowie Angelegenheiten des Homeland Rehoboth. Des Weiteren wurde er 1973 erster Umweltminister und hatte auch dieses Amt bis zum 29. April 1974 inne. Im Kabinett Vorster III übernahm er am 29. April 1974 weiterhin das Amt als Minister für Umwelt, Planung und Statistik und behielt dieses bis zum 23. Januar 1976, woraufhin abermals Schalk van der Merwe seine Nachfolge antrat. Als Planungsminister setzte er sich insbesondere für einer Verbesserung der Lebensbedingungen in den Dörfern ein.
Am 26. Januar 1976 trat Jannie Loots die Nachfolge von Alwyn Schlebusch als Sprecher der Abgeordnetenkammer an und bekleidete diese Funktion als Parlamentspräsident bis zu seiner Ablösung durch J. P. du Toit am 30. Juni 1981.